# Luisenhospital Aachen

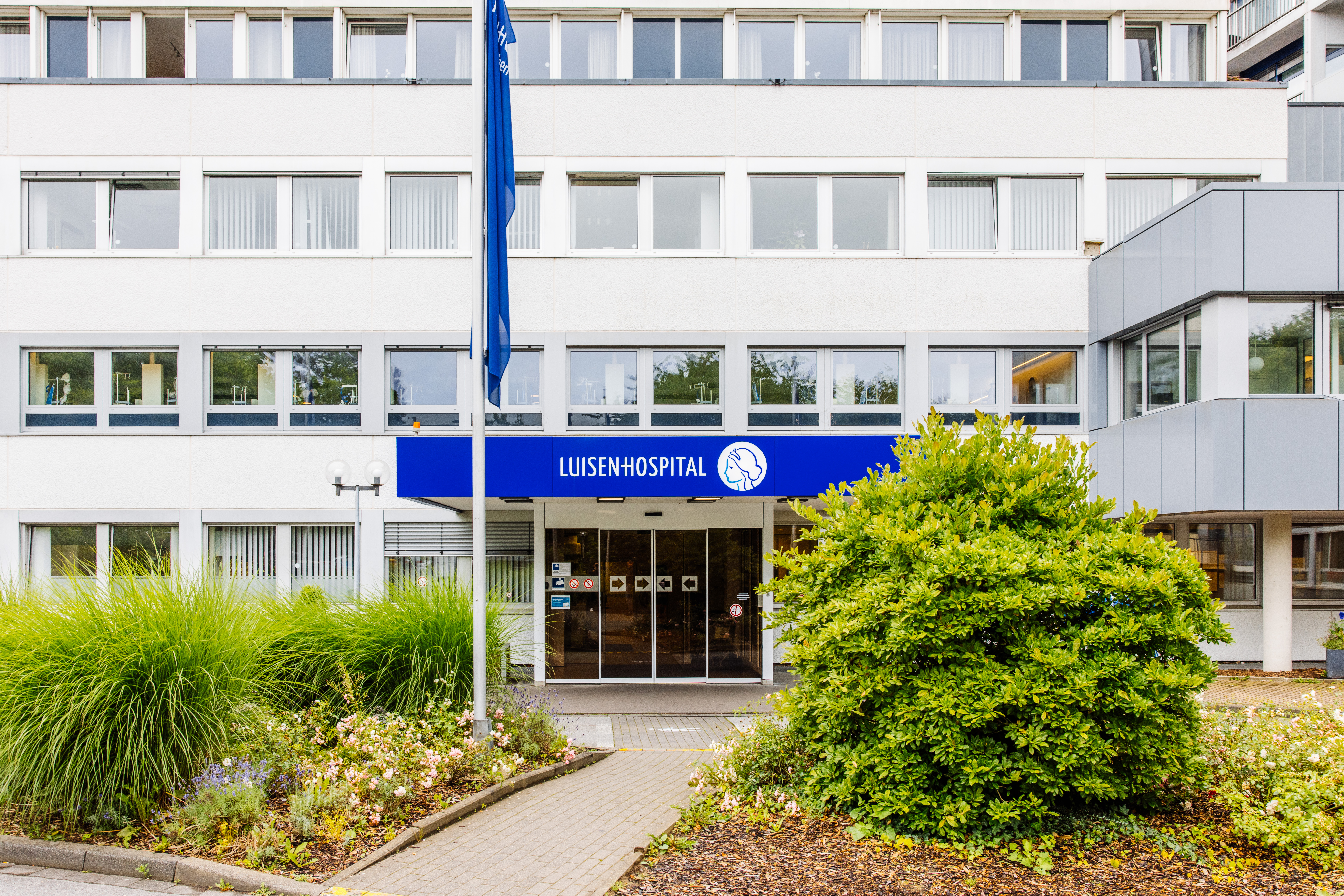
Luisenhospital (2024)

Das Luisenhospital Aachen ist ein evangelisches Krankenhaus mit 378 Planbetten, 12 Fachabteilungen und 11 Zentren. Es befindet sich am Boxgraben Nr. 99 in Aachen-Mitte, unweit des DB-Haltepunkts Aachen Schanz. Das 1867 mit Unterstützung des Aachener Vereins zur Beförderung der Arbeitsamkeit und mit 144 Betten gegründete Krankenhaus wurde nach der Königin Luise von Preußen benannt.
Es ist seit 1977 ein akademisches Lehrkrankenhaus des Universitätsklinikums Aachen und unterhält eine Gesundheits- und Krankenpflegeschule sowie eine Hebammenlehranstalt, die beide seit 2014 in der Christlichen Bildungsakademie für Gesundheitsberufe Aachen GmbH zusammengefasst sind. Darüber hinaus sind auf dem Krankenhausgelände sowohl ein Altenkrankenheim als auch eine daran angeschlossene Rehaklinik unter dem Namen Haus Cadenbach untergebracht. Ein unabhängiger Sozialdienst, der mit den Patienten und in Zusammenarbeit mit dem behandelnden Personal für eine der jeweiligen persönlichen Situation angemessene Hilfestellung sorgt, befindet sich ebenfalls auf dem Areal.
Als öffentliche Einrichtung dient der Treffpunkt Luise im Haus, der als eigenständige Abteilung für Kurse, Vorträge und Seminare unter anderem zur Gesundheitsvorsorge, Rehabilitation, Stressbewältigung, Schwangerschaftsgymnastik und weiteren ähnlichen Themen zuständig ist. Für das leibliche Wohl der Patienten und Besucher sorgt das Caféhaus Luise.
Im Gebäudekomplex wurden außerdem die Notfallpraxis der niedergelassenen Ärzte für den Bereich Aachen Stadt der Kassenärztlichen Vereinigung Nordrhein und ein anerkanntes Brustzentrum eingerichtet. In der Apotheke des Krankenhauses befindet sich das Notfalldepot für Impfstoffe und Antidoten der Apothekerkammer Nordrhein für die Städteregion Aachen.

## Träger
Träger des Luisenhospitals ist der freigemeinnützige Evangelische Krankenhausverein zu Aachen von 1867. Er unterhält das Luisenhospital sowie die Medizinisch-Geriatrische Rehabilitationsklinik Haus Cadenbach und das Altenkrankenheim Haus Cadenbach. Darüber hinaus ist der Verein zuständig für die 1901 gegründete Krankenpflegeschule sowie für die Hebammenlehranstalt. Insgesamt werden in den Einrichtungen des Vereins rund 20.000 Patienten im Jahr behandelt. Ihre Betreuung umfasst alle Versorgungsstufen, darunter Krankenpflege, geriatrische Rehabilitation und Altenpflege.
Für die Geschäfte des Trägervereins ist der Vorstand zuständig, der aus einem Vorsitzenden, einem Geschäftsführer und fünf weiteren Mitgliedern besteht. Ihm gegenüber steht der Aufsichtsrat, in dem wie zu den Gründerzeiten sieben Personen des öffentlichen Lebens und der Industrie sitzen. Bekannte Persönlichkeiten haben in den letzten 150 Jahren den Aufsichtsratsvorstand geleitet, darunter der Mitbegründer des Trägervereins und Wollfabrikant Gottfried Pastor, die Tuchfabrikanten Hans Croon, Oskar Erckens und Carl Delius, der stellvertretende Regierungspräsident Robert von Görschen sowie der Richter Hugo Cadenbach und sein Sohn, der Bankier Hugo Cadenbach.
Ihm zur Seite steht der Förderverein Freunde und Förderer des Luisenhospitals Aachen e. V., der 1983 gegründet wurde. Er setzt sich im Besonderen ein für
- die finanzielle Unterstützung bei staatlich nicht geförderten Projekten
- die finanzielle Förderung von Bildungs- und Fortbildungsangeboten
- die Umsetzung von patientennahen Projekten
- die Stärkung der ehrenamtlichen Dienste.

## Geschichte

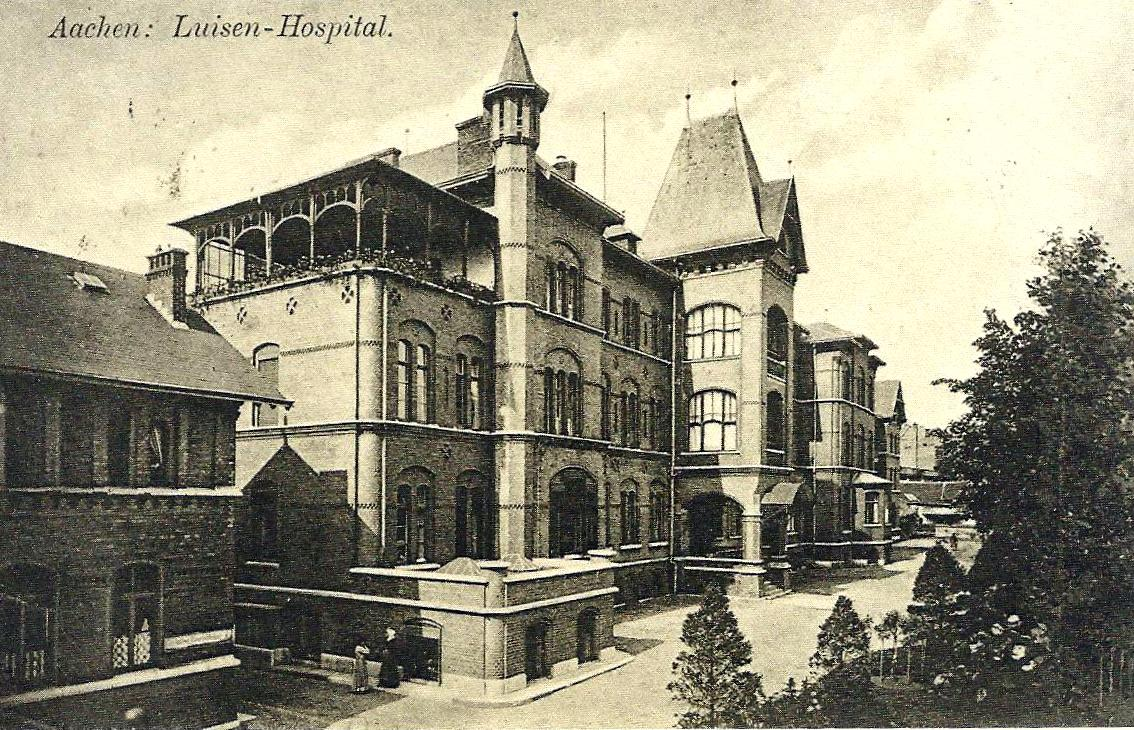
Luisenhospital um 1920

Im März 1867 trafen sich unter Führung von Kommerzienrat Gottfried Pastor und Otto Eugen Mayer 34 evangelische Einwohner von Aachen und Burtscheid, mehrheitlich Industrielle und Unternehmer, um den Trägerverein zu gründen und ein evangelisches Krankenhaus einzurichten. Mit Hilfe des Aachener Vereins zur Beförderung der Arbeitsamkeit konnte zunächst ein Privathaus angemietet werden, in dem im September 1868 die ersten Patienten behandelt wurden. 1870 konnte der Trägerverein am Boxgraben ein Baugelände erwerben, auf dem das neue Krankenhaus mit von den beteiligten Privatpersonen, darunter Philipp Heinrich Cockerill, zur Verfügung gestellten Talern errichtet wurde. Am 15. September 1874 erhielt das neue Krankenhaus die Erlaubnis, Patienten aufzunehmen, und konnte mit dem Namen Luisenhospital eingeweiht werden. 1882 wurde ein erster Anbau nach Plänen von Karl Henrici errichtet, in dem das angeschlossene Altersversorgungshaus untergebracht wurde.
Bereits zu seinem 50-jährigen Jubiläum im Jahr 1924 beherbergte das Hospital jährlich etwa 2.500 Kranke bei 220 Betten. 1928 wurde in dem Gebäude eine evangelische Krankenhauskapelle eingerichtet, die als einziges evangelisches Kirchengebäude der Stadt Aachen nach den Zerstörungen des Zweiten Weltkrieges unversehrt blieb. Als zu Beginn des Krieges das Krankenhaus, wie alle anderen in Aachen, vollständig als Lazarett für Kriegsverletzte freigemacht werden sollte, weigerte sich vor allem der amtierende Chefarzt der Chirurgie Eduard Borchers, seine teilweise nicht transportfähigen Patienten zu entlassen oder zu evakuieren. Wenige Monate später wurde per Order aus Berlin erklärt, dass eine entsprechende dringliche Verwendung dieser Räumlichkeiten nach dem im Sommer 1940 erfolgreich beendeten Westfeldzug nicht mehr vorgesehen sei. Dennoch dauerte es noch mehrere Wochen, bis nach einer Intervention durch den Internisten Erwin Moos bei Hermann Göring der volle Krankenhausbetrieb durch die Belegschaft des Luisenhospitals für die Stadtbevölkerung wieder aufgenommen werden konnte.
Im Anschluss an die Wiederaufbaujahre nach dem Krieg stiegen die Patientenzahlen deutlich an; ebenso verbesserten sich die medizinischen und technischen Möglichkeiten. Nachdem mittlerweile die vorhandenen Räumlichkeiten diesem Umstand nicht mehr gerecht werden konnten, entschloss sich der Trägerverein zu einem modernen Neubau, der nach Plänen des Architekten Benno Schachner entworfen und 1972 bezogen wurde. Bis 1989 entstanden weitere umfangreiche Erweiterungsbauten, unter anderem für die Röntgenabteilung und die physikalische Therapie sowie für das Haus Cadenbach.
Im 125-jährigen Jubiläumsjahr 1992 konnte das Krankenhaus schließlich auf 389 Betten mit rund 13.000 Patienten und rund 1.250 Geburten verweisen sowie auf rund 650 Belegungen pro Jahr für das Haus Cadenbach. Im Jahr 2005 erhielt Letzteres die Genehmigung für einen fünfgeschossigen Neubau an der Rückfront des Haupthauses, mit dem die Nesseler Grünzig Gruppe beauftragt wurde. Die Einweihung erfolgte im Jahr 2007. Dieser Neubau beherbergt den eigentlichen Pflegebereich mit Ein- und Zweibettzimmern für insgesamt 72 Senioren.

## Fachabteilungen
Die derzeit 12 Fachabteilungen haben eine wechselvolle Geschichte hinter sich. Mehrfach wurden sie im Laufe der Zeit umstrukturiert, einige wenige wurden aufgelöst und andere kamen hinzu. Für die interdisziplinären Behandlungen wurden innerhalb des Hauses zwölf zertifizierte Zentren, zum Teil mit überregionalem Status, eingerichtet sowie mit sieben Konsiliardiensten Verträge abgeschlossen.
Zu den aufgelösten Fachabteilungen gehören neben der von 1924 bis 1934 bestehenden Orthopädie die Klinik für Dermatologie mit 32 Betten, die 1936 eingerichtet worden war und 1988 aufgegeben wurde, da sowohl die Chirurgische als auch die Gefäßchirurgische Klinik die Räumlichkeiten und die Bettenplätze dringend benötigten. Nach der Auflösung der Dermatologie-Abteilung erhielten daraufhin die beiden chirurgischen Kliniken jeweils 16 Betten hinzu.

### Medizinische Klinik
Die Medizinische Klinik ist eine der Gründungsabteilungen des Hauses und umfasst 133 Betten auf fünf Stationen einschließlich sechs intensivmedizinischen Betten. Neben der allgemeinen internistischen Versorgung setzt sie folgende Schwerpunkte:
- Diabetologie
- Gastroenterologie
- Kardiologie
- Onkologie
- Pneumologie

Im Rahmen der interdisziplinären Betreuung mit den anderen Abteilungen sowie mit weiteren Krankenhäusern oder Facharztpraxen werden in dem im Jahr 2011 gegründeten Euregio-Hernienzentrum sowie in weiteren zertifizierten Zentren für Darmerkrankungen, Onkologie und Mukoviszidose (seit 2005), ferner für Lungen und Schilddrüse (seit 2010) und für Diabetes die notwendigen medizinischen Maßnahmen gebündelt.

### Chirurgische Klinik
Die Chirurgische Klinik gehört ebenfalls mit zu den Gründungsabteilungen und umfasst 79 Betten auf drei Stationen einschließlich drei intensivmedizinischen Betten. Neben der Allgemeinchirurgie sind folgende Schwerpunkte eingerichtet:
- Thorax- und Lungenchirurgie
- Viszeralchirurgie

Der bereits erwähnte Chirurg Eduard Borchers gehörte neben Wilhelm Müller, der hier von 1888 bis 1901 als Chefarzt tätig war, zu den bekanntesten Leitern der Abteilung und führte diese von 1929 bis 1955 über die schweren Kriegsjahre hinweg. Dabei konnte er nicht verhindern, dass er als einer der nach dem Gesetz zur Verhütung erbkranken Nachwuchses ermächtigten Ärzte Zwangssterilisationen durchführen musste. Die später bekannten Ärzte Cuno Winkler und Leo Koslowski arbeiteten nach dem Krieg unter Borchers als Assistenzärzte. Winkler führte 1948 am Luisenhospital die erste Radiojodtherapie eines metastasierenden Schilddrüsenkarzinomes in Europa durch. Mit Eduard Borchers stellte das Luisenkrankenhaus 1953 den Präsidenten der Deutschen Gesellschaft für Chirurgie.

### Klinik für Unfallchirurgie und Orthopädie
Die Unfallchirurgie wurde als Teil der Chirurgie und als Akutkrankenhaus aus der Chirurgischen Klinik herausgelöst und um den Fachbereich der Orthopädie erweitert. Die eigenständige Orthopädische Abteilung war im Jahr 1934 nach mehr als zehnjährigem Bestehen aufgegeben worden, da die damals aufstrebende Chirurgische Klinik unter Eduard Borchers die Räumlichkeiten für eigene Zwecke benutzten wollte. Der Leiter der Orthopädie, Friedrich Pauwels, wurde daraufhin von dem amtierenden Vorsitzenden des Trägervereins, Richter Hugo Cadenbach, zu den Städtischen Krankenanstalten Aachen vermittelt, wo er eine eigene Orthopädische Klinik aufbauen konnte und dort bis 1960 wirkte.
Die Klinik für Unfallchirurgie und Orthopädie wurde mittlerweile als Endoprothetik-Zentrum zertifiziert und setzt zudem einen Schwerpunkt auf Alterstraumatologie. Seit 2011 ist die Abteilung der medizinischer Partner der Alemannia Aachen.

### Klinik für Gefäßchirurgie
Die Gefäßchirurgische Klinik wurde 1984 aus der Allgemeinen Chirurgie und der Unfallchirurgie herausgelöst und eigenständig aufgestellt. Mit anfangs 51 Betten gehörte sie zu den größten Einrichtungen dieser Art in Deutschland. Sie umfasst 60 Betten auf zwei Stationen einschließlich drei intensivmedizinischen Betten. Im Jahr 2004 erhielt die Abteilung das Gütesiegel der Deutschen Gesellschaft für Gefäßchirurgie und Gefäßmedizin mit dem Zertifikat als anerkanntes Gefäßzentrum. Neben der allgemeinen Gefäßchirurgie konzentriert sich die Klinik auf Behandlungen und Operationen
- bei Erkrankungen an den Halsschlagadern
- an der Bauchschlagader
- bei Durchblutungsstörungen
- bei Krampfadern und Beinvenenthrombosen
- bei Arterielle Verschlusskrankheit
- bei Diabetes mellitus

### Klinik für Frauenheilkunde
Die Frauenklinik wurde 1920 als „Geburtshilflich-Gynäkologische Abteilung“ unter Mitwirkung ihres ersten und von 1920 bis 1952 amtierenden ärztlichen Direktors Erich Zurhelle gegründet. Er gehörte ebenfalls zu den Ärzten im Hause, die gemäß dem Gesetz zur Verhütung erbkranken Nachwuchses zur Durchführung von Zwangssterilisationen ermächtigt wurden. In diesem Zusammenhang lehnte er aber die Aufforderung ab, Schwangerschaftsabbrüche bei „Ostarbeiterinnen“ durchzuführen.
Nach dem Umbau in den 1970er Jahren wurde die Abteilung in eine Klinik für Frauenheilkunde mit 49 Betten auf drei Stationen einschließlich zwei intensivmedizinischen Betten und der Klinik für Geburtshilfe neu aufgestellt. Interdisziplinär sind der Klinik für Frauenheilkunde das 2005 in Kooperation mit dem Universitätsklinikum Aachen anerkannte Brustzentrum und das 2014 zertifizierte Zentrum für rekonstruktive Chirurgie weiblicher Geschlechtsmerkmale angeschlossen.

### Klinik für Geburtshilfe
Die Klinik für Geburtshilfe entstand durch Herauslösung aus der „Geburtshilflich-Gynäkologischen Abteilung“ und bezog im Jahr 1973 einen eigenen Trakt im Neubaukomplex. Sie arbeitet eng mit der 1983 gegründeten Hebammenschule zusammen. Im Jahr 2016 wurden für die Geburtsstation neue Kreißsäle präsentiert, die den neuesten Standards entsprechen.

### Klinik für Plastische Chirurgie und Handchirurgie
Die Klinik für Plastische Chirurgie und Handchirurgie wurde 1998 eingerichtet und umfasst 18 Betten. Ihre Schwerpunkte sind die
- Handchirurgie
- Fußchirurgie
- Mammachirurgie
- Ästhetische Chirurgie
- Plastische Wiederherstellungschirurgie

Im Jahr 2014 gründete Dan mon O’Dey – Chefarzt und Privatdozent – das Zentrum für Rekonstruktive Chirurgie weiblicher Geschlechtsmerkmale, das er seitdem leitet.

### Radiologische Klinik
Die Radiologische Klinik ist eine der ältesten Abteilungen des Hauses und wurde 1897 maßgeblich von der Industriellen-Familie Cockerill unterstützt, durch deren Spenden die zu jener Zeit neuesten Röntgenapparate angekauft werden konnten. Heute werden Geräte modernster Bauart betrieben und die gesamte konventionelle Radiologie wird über ein digitales Bildverarbeitungssystem durchgeführt. Die Abteilung steht mit ihren Geräten sowohl den stationären als auch den ambulanten Patienten zur Verfügung.

### Klinik für Anästhesie und operative Intensivmedizin
Die Klinik für Anästhesie und operative Intensivmedizin wurde erst 1971 als eigenständige Abteilung eingerichtet. Zuvor waren die Anästhesisten Teil des Teams der einzelnen Abteilungen. Seit 1988 verfügt die Abteilung über die neuesten Narkosegeräte und es kommen alle Methoden der modernen Anästhesie bei allen Altersklassen zum Einsatz.

### Belegklinik HNO
Die Hals-Nasen-Ohren-Klinik wurde bereits 1905 am Luisenhospital eingerichtet und anfangs 38 Jahre lang von Hans Henrici, dem Sohn des Stadtplaners und Architekten Karl Henrici geleitet. Nachdem die Abteilung in den 1960er-Jahren rund 30 Betten umfasste sind es derzeit nur noch 18 Betten. Zudem wurde der Bereich mittlerweile als Belegkrankenhaus für die niedergelassenen Fachärzte erweitert.

### Belegklinik Augen
Die Augenklinik gehört zu den Gründungsabteilungen des Hauses und umfasst sechs Betten. Darüber hinaus ist sie als Katarakt-Zentrum zertifiziert und steht als Belegklinik ebenfalls den niedergelassenen Fachärzten zur Verfügung.

## Konsiliardienste
Das Luisenhospital erhält in sieben Fachbereichen externe Konsiliardienste, wobei der Bereich Schmerztherapie hausintern durch das Schmerzzentrum geregelt wird. Die Konsiliardienste in den Bereichen Dialyse, Neurochirurgie, Pädiatrie, Urologie, Orthopädie und Dermatologie werden durch niedergelassene Ärzte sichergestellt.
Ein weiterer hausinterner Dienst, der zudem das Altenkrankenhaus und die Rehabilitationsklinik umfasst, ist der Palliativmedizinische Konsiliardienst.

## Haus Cadenbach

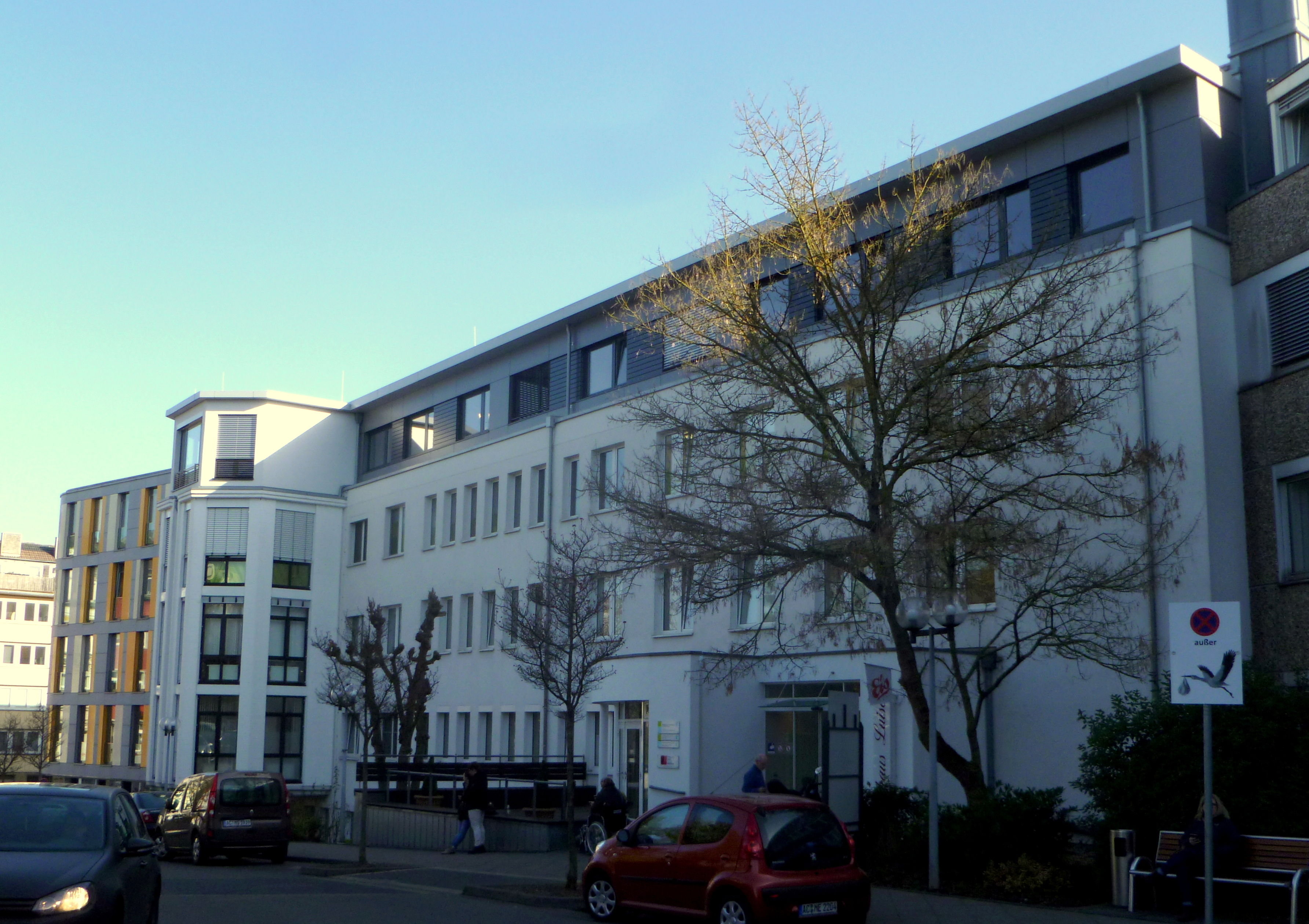
Altenkrankenhaus und Rehaklinik Haus Cadenbach

Das Haus Cadenbach ist eine Gemeinschaftseinrichtung bestehend aus einem Altenkrankenheim mit angeschlossener Medizinisch Geriatrischer Rehabilitationsklinik und hat seinen Namen nach den beiden ehemaligen Aufsichtsratsvorsitzenden Hugo Cadenbach, Vater und Sohn. Es gilt als therapeutische Ergänzung zu dem seit 1880 bestehenden „Altersversorgungshaus“ und wurde 1975 eingerichtet und war anfangs für 40 Betten ausgelegt. Im Rahmen der Gesundheitsreform von 1989 wurde die Fortführung der Rehabilitation durch einen Vertrag mit den Landeskrankenkassenverbänden genehmigt. Das Prinzip der aktivierenden therapeutischen Pflege in Form eines Altenkrankenheims mit Reha-Abteilung wurde als „Aachener Modell“ vom Land Nordrhein-Westfalen, dem Landschaftsverband Rheinland und dem Bundesministerium für Arbeit und Soziales unterstützt und Haus Cadenbach war das erste Haus in NRW, das am 1. Juli 1990 den Versorgungsvertrag mit den Krankenskassenverbänden abschließen konnte.
Die Bewohner im Haus Cadenbach können sich dabei von ihrem Hausarzt betreuen lassen oder die Dienste des Akutkrankenhauses in Anspruch nehmen. 1989 zog das Haus Cadenbach in den neuen Erweiterungsbau um, der ausgelegt ist für 60 Betten und 20 Betten für eine Tagesklinik und ausgestattet ist mit einem neuen therapeutischen Schwimmbad sowie Einrichtungen für die Ergo-, Logo- und Physikalische Therapie.